# Вайденбаумталер

Вайденбаумталер 1636

Вайденбаумталер (нім. Weidenbaumtaler — «Івовий талер») — назва монет талерового типу ландграфів Гессен-Кассельських Вільгельма V (1627—1637) і Вільгельма VI (1637—1663). Їх відмінною рисою було зображення дерева, що гнулося під поривом штормового вітру, на реверсі. Кругова легенда з латинським написом «DEO (або IEHOVA) VOLENTE HUMILIS LEVABOR» позначає «Божою волею буду піднесений». Малюнок мав символічне значення, позначаючи руйнування Тридцятирічної війни, яка в Гессені мала братовбивчий характер, оскільки між собою боролися війська двох родинних держав: Гессен-Дармштадтського і Гессен-Кассельського ландграфств. Сонце з написом «Єгова» на івриті, а також круговий напис мали життєстверджуючий характер.
У нумізматичній літературі є кілька припущень щодо зображеного дерева. Більшість нумізматів пишуть, що це пальма, що символізує силу і міць держави, витлумачена в народі як верба. Також існує думка, що медальєр, який ніколи не бачив пальми, спочатку зобразив вербове дерево.
Існує безліч різновидів вайденбаумталера. На перших (1627—1634) аверс містить гербовий щит, на наступних — гессенського лева. Напис реверсу варіює: або DEO, або IEHOVA. Також на монетах є і дрібніші відмінності (кількість будиночків на задньому фоні щодо дерева, розташування цифр року тощо). Також існують подвійні вайденбаумталери.
За своєю суттю вони були рейхсталерами, які згідно з аугсбурзьким монетним статутом мали мати 1⁄9 кельнської марки чистого срібла. Це відповідало 29,23 г срібла 889 проби, або 25,98 г чистого срібла.